# Cidariophanes exadaria
Cidariophanes exadaria là một loài bướm đêm trong họ Geometridae.